# Bilal El Khannouss
Bilal El Khannouss (en arabe : بلال الخنوس), né le 10 mai 2004 à Strombeek-Bever (Belgique), est un footballeur international marocain jouant au poste de milieu offensif ou milieu relayeur à Leicester City.
Principalement formé par le RSC Anderlecht, il termine sa formation au KRC Genk avant d'être lancé en tant que professionnel en 2022, à l'âge de dix-huit ans. Il s'impose en tant qu'élément clé avec son club, étant ainsi considéré comme l'un des meilleurs espoirs du championnat belge, grâce à sa vision de jeu, sa conduite de balle et ses passes longues.
Après avoir honoré plusieurs sélections de Belgique et du Maroc entre 2019 et 2022, il est contraint de faire un choix international définitif. Étant dans les radars des sélectionneurs Roberto Martínez et Walid Regragui, il finit par trancher en faveur de la sélection du Maroc, son pays d'origine, avec laquelle il participe à la Coupe du monde 2022 et la CAN 2023. Il est le plus jeune joueur marocain de l'histoire à participer à une Coupe du monde.

## Carrière

### Naissance et débuts footballistiques (2004-2019)
Bilal El Khannouss naît à Strombeek-Bever en région flamande (Belgique) et grandit en région bruxelloise,. Comme beaucoup de Marocains entre les années 1960 et 1990, un nombre important de personnes issues du nord du Maroc émigrent en Belgique et aux Pays-Bas à la recherche d'un travail et d'une meilleure condition de vie,. C'est également le cas des grands parents de Bilal qui quittent Tanger pour s'installer et travailler à Bruxelles en Belgique. Son grand père maternel arabophone avec lequel il entretient une relation attachante, était également footballeur dans son pays d'origine et motivait le jeune Bilal à jouer pour le Maroc à l'avenir. Son père, Mohamed El Khannouss, est toiturier et sa mère, Karima Ben Aïssa, possède plusieurs sociétés de nettoyage à Bruxelles,. Il a un grand frère, Azzeddine. Il est le neveu de l'homme politique Ahmed El Khannouss.
Bilal grandit dans un environnement néerlandophone et francophone. Allant à l'école néerlandophone à Vilvorde, Bilal adopte le football comme passion et s'exerce sur des agora spaces situés au Parc Josaphat ou sous le pont Europabrug, dans son quartier, dans lequel joue également Rayane Bounida (nl) ainsi que Mehdi Amri. Entouré d'amis pratiquant le futsal, il se rend souvent à Bruxelles et Anvers pour voir ses amis jouer. Lui-même porte le maillot du Futsal Besiktas Gent jusqu'à l'âge de treize ans. Il déclare à propos de cette expérience : « À force de jouer dans des petits espaces, tu apprends à courir intelligemment. Ça m'a appris beaucoup de choses. ».

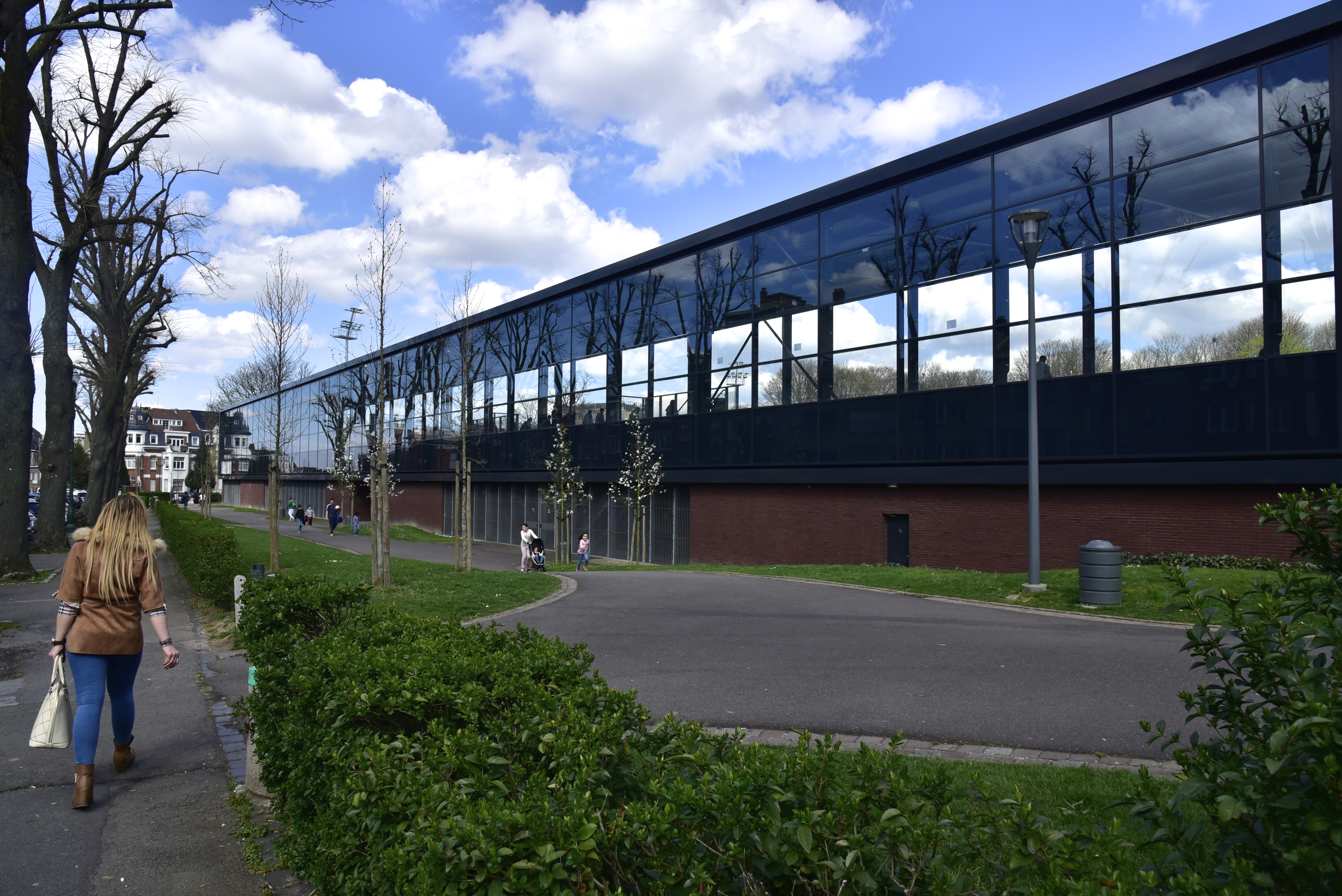
Bilal El Khannouss est testé pendant six mois (en 2009) au FC Crossing Schaerbeek.

Bilal rejoint le club amateur du FC Crossing Schaerbeek en 2009, à l'âge de cinq ans. Ayant évolué six mois dans le club de Schaerbeek, il intègre rapidement l'académie du RSC Anderlecht à Neerpede. Lors de sa formation à Anderlecht, il évolue régulièrement dans le poste de milieu offensif et porte le brassard à plusieurs reprises dans les catégories inférieures du club sous coaching de Sérgio Figueira. Il déclare à propos de cette époque : « Je partais souvent voir les matchs de l'équipe première pour demander une photo à Mbark Boussoufa ». Aux côtés de ses coéquipiers Zeno Debast et Roméo Lavia, il remporte une dizaine de tournois, des U8 jusqu'aux U15.
Un scout du KRC Genk suit El Khannouss lors de la saison 2018-2019 avant d'entretenir une discussion avec le joueur et sa famille, qui s'avère finalement concluante. Quant au RSC Anderlecht, le club ne montre que peu d'intérêt pour El Khannouss.

### En club

#### Formation au KRC Genk (2019-2024)
Le 29 avril 2019, Bilal El Khannouss est transféré du centre de formation du RSC Anderlecht à celui du KRC Genk. Il quitte ainsi son domicile familial à l'âge de quinze ans pour s'installer à Genk. Ses nouveaux coéquipiers Luca Oyen et Maarten Vandevoordt deviennent ainsi ses amis principaux à Genk. Il y signe son premier contrat professionnel le 24 juillet 2020. Âgé de seize ans, il intègre la catégorie des U18 et s'entraîne régulièrement avec l'équipe réserve (U21).

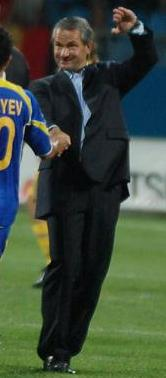
L'entraîneur Bernd Storck tombe sous le charme d'El Khannouss en Youth League 2011-2022 et le convoque en équipe première.

Lors de la saison 2021-2022, il dispute l'UEFA Youth League avec le KRC Genk et livre de remarquables prestations face à FC Cologne (U19) et Chelsea FC (U19). Il est éliminé en huitièmes de finale face à Liverpool FC (U19) après un match nul de 1-1 (défaite après séance de penaltys, 4-3). À la suite de l'énorme apport de Bilal El Khannouss au sein de l'effectif U19 du KRC Genk, l'entraîneur Bernd Storck décide de le convoquer pour s'entraîner avec l'effectif professionnel.
Le 21 mai 2022, il fait ses débuts professionnels avec l'équipe première du club lorsque l'entraîneur Bernd Storck le fait rentrer à la 73e minute d'un match de Pro League (le dernier de la saison pour Genk) face au KV Malines, qui se solde sur le score nul de 0 à 0. « Mes débuts face au KV Malines ? Presque aucun stress. J'ai confiance en Dieu et je connais mes qualités. », déclare El Khannouss à propos de ce match. Le club termine la saison 2021-22 à la huitième place du classement de la Pro League. Le 27 juin 2022, alors qu'il est suivi de très près par l'Ajax Amsterdam, il prolonge son contrat avec Genk jusqu'en mi-2026,,,.
Lors du mercato estival, il décide de porter définitivement le no 34, en hommage au footballeur Abdelhak Nouri. Nouri portait le même numéro à l'Ajax Amsterdam avant qu'il lui survient un arrêt cardiaque en plein match. Le joueur visite notamment la famille du joueur en juillet 2022. Après un match face au Standard de Liège le 31 juillet 2022, il déclare à Eleven Sports : « Mon no 10 préféré ? J'en ai pas. Mon seul modèle c'est Abdelhak Nouri de l'Ajax. Le no 34 que j'ai porté aujourd'hui c'est en hommage à lui. ». À l'été 2022, Bilal El Khannouss connaît un début de saison sur les chapeaux de roue puisque, après avoir été remplaçant lors du premier match contre Bruges, il est titularisé lors des 14 matchs de championnat suivants par le nouvel entraîneur genkois Wouter Vrancken. Ayant délivré qu'une seule passe décisive en 15 rencontres, Wouter Vrancken apparaît à la presse belge et explique que Bilal El Khannouss doit travailler sur son rendement,. Le 13 novembre 2022, à l'occasion de son dernier match avec le KRC Genk avant la trêve internationale de la Coupe du monde 2022, il réalise une remarquable prestation face à son club formateur, le RSC Anderlecht. Il remporte le match sur le score de 2-0, ayant contribué sur les deux buts, mais en réalisant également de remarquables gestes techniques, remportant ainsi la récompense du homme du match,,. Il reçoit également les éloges du consultant et analyste belge Alex Teklak qui déclare : « Il n'y a pas meilleur joueur qu’El Khannouss en Belgique »,. Le 15 novembre 2022, il figure parmi le onze-type de la mi-saison en Pro League.
Lors de la Coupe du monde 2022, soit, avant le mercato hivernal, l'Ajax Amsterdam retourne aux services de Bilal El Khannouss pour tenter de négocier un transfert,,. Quelques semaines après son retour de Coupe du monde 2022, Bilal El Khannouss est invité dans la cérémonie belge de la remise du trophée Soulier d'or belge et remporte le prix du meilleur espoir du championnat belge, décerné par le quotidien Het Laatste Nieuws, devançant ainsi Charles De Ketelaere et Matisse Samoise,. Le 16 avril 2023, il trouve pour la première fois le chemin des filets à l'occasion d'un match de championnat face à son club formateur, le RSC Anderlecht (victoire, 5-2). Il déclare après le match : « Non, ce but n'était pas plus spécial parce que c'est Anderlecht. Je m'en fiche, un but est un but. Je l'attendais depuis si longtemps... Que ça soit contre Anderlecht ou Ostende, cela ne change rien. Je suis content d'avoir marqué et j'espère que ce n'est que le début. ».
Le 4 juin 2023, il est champion de Belgique pendant un quart d'heure lors des play-offs qui ont lieu en Belgique opposant l'Union saint-gilloise au Club Bruges KV (1-3) et Genk à l'Antwerp (match nul, 2-2). Dans ce dernier, il est impliqué sur le premier but inscrit en délivrant une passe décisive à Tolu Arokodare. Le KRC Genk termine ainsi les playoffs à la deuxième place avec un seul point de différence.
Le 29 juillet 2023, Bilal El Khannouss dispute son premier match de la saison 2023-2024 contre le RWD Molenbeek en entrant en jeu à la place d'Anouar Ait El Hadj (victoire, 0-4). Le 21 septembre, il délivre une passe décisive sur le but inscrit par Mark McKenzie contre l'ACF Fiorentina en Ligue Europa Conférence (match nul, 2-2). Désormais devenu un élément cadre de l'effectif, El Khannouss hérite finalement du numéro 10, délaissant ainsi le numéro 34 qu'il portait auparavant en hommage à Abdelhak Nouri. Le 24 septembre, à l'occasion de son premier match sous son nouveau numéro, il inscrit un but à la 54e minute sur une frappe enroulée face à K Saint-Trond VV (match nul, 3-3). Grâce à une remarquable prestation, il remporte également la distinction individuelle d'homme du match.
En début décembre 2023, Bilal El Khannouss remporte pour la première fois la distinction individuelle du Lion belge, succédant ainsi à Tarik Tissoudali,. Après une période de play-offs moyenne, avec deux défaites contre le Club Bruges KV en fin de saison, le KRC Genk est éloigné du titre. Cependant, El Khannouss remporte de prix individuelles : celui du meilleur talent de la saison en Jupiler Pro League, ainsi que du meilleur joueur de la saison du KRC Genk,.

#### Leicester City (depuis 2024)
Le 29 août 2024, il s'engage pour quatre saisons au Leicester City FC pour un montant estimé à 25 millions d'euros,. Héritant du no 11, il dispute son premier match de championnat deux jours plus tard en entrant en jeu contre Aston Villa FC en remplaçant Oliver Skipp à la 68e minute (défaite, 1-2).
Le 31 octobre 2024, il inscrit son premier but avec le club contre Manchester United FC, malgré une défaite 5-2 à Old Trafford. Environ un mois plus tard, le 3 décembre 2024, il délivre une passe décisive sur le premier but inscrit par Jamie Vardy et inscrit par la même occasion son deuxième but en Premier League à l'occasion de la quatorzième journée contre le West Ham United FC (victoire, 3-1).

### En sélection nationale
Né en Belgique de parents d'origine marocaine, Bilal El Khannouss est d'abord convoqué pour jouer avec les équipes jeunes de son pays natal, avant de finalement opter pour celles du pays de ses ancêtres,.

« Il (Bilal) jouait pour la Belgique, il était content. Mais c'est finalement son cœur qui a parlé. »

— Mohamed El Khannouss, père de Bilal El Khannouss, le 25 novembre 2022 pendant la Coupe du monde 2022.

#### Parcours junior avec lesDiablotins(2019-2021)
Le 2 février 2019, il reçoit sa première convocation en équipe de Belgique -15 ans sous Arno Van den Abbeel. Il figure sur le banc à l'occasion de deux matchs amicaux, notamment face à l'Angleterre -15 ans (victoire, 1-3) et les Pays-Bas -15 ans (match nul, 2-2). Le 7 mars 2019, il débute titulaire à l'occasion d'un deuxième match face aux Pays-Bas -15 ans (match nul, 1-1). Il est remplacé à la 50e minute par Pierre Dwomoh. Le 18 avril 2019, il est titularisé en amical face au pays de Galles -15 ans (défaite, 4-0). Sa troisième et dernière sélection avec l'équipe de Belgique -15 ans a lieu le 7 mai 2019 face à la Suisse -15 ans (défaite, 1-2).
Le 10 septembre 2019, il est pour la première fois appelé en sélection belge U16 sous l'entraîneur Bob Browaeys (nl). Le 26 septembre 2019, il reçoit sa première sélection à l'occasion d'un match amical face à l'Ukraine -16 ans. Le 29 octobre 2019, il affronte la France -16 ans de Lionel Rouxel en entrant en jeu en remplaçant Sami Sakkali au Complexe sportif Philippe-de-Dieuleveult (victoire, 0-4). Le 31 octobre 2019, il inscrit ses deux premiers buts en sélection sur penaltys à l'occasion d'un match amical face à l'Italie -16 ans (défaite, 4-2). Affrontant uniquement des équipes sud-américaines en novembre 2019, il fait face au Brésil -16 ans (défaite, 6-0), le Pérou -16 ans (victoire, 2-1), la Colombie -16 ans (défaite, 1-0) ou encore la Bolivie -16 ans, face à laquelle il inscrit un but en entrant en jeu à la 60e minute. Le 12 mars 2020, il inscrit son quatrième but avec la sélection belge U16 à l'occasion d'un match amical face à la Hongrie -16 ans (victoire, 1-2).
En janvier 2021, n'ayant encore jamais joué le Maroc et actif en tant qu'espoir belge, Bilal El Khannouss annonce via la presse marocaine vouloir jouer pour l'équipe du Maroc au lieu de la Belgique.
En octobre 2021, il est convoqué par Thierry Siquet en équipe de Belgique -18 ans et marque à l'occasion de son premier match, son premier but face à la Croatie -18 ans à la 36e minute du match. Il est remplacé par Mouad El Fanis (nl) à la 76e minute (victoire, 1-2). Trois jours plus tard, il dispute 27 minutes face à la Tchéquie -18 ans (victoire, 0-1). Son troisième match avec la Belgique -18 ans a lieu le 11 octobre 2021 face au Danemark -18 ans (victoire, 3-1).

#### Parcours junior avec lesLionceaux(2021-2024)
Obtenant son passeport marocain en 2021, il déclare à propos du choix de changement de sélection nationale : « J'ai joué pour la Belgique U15, U16, U17 et U18. J'ai ensuite eu l'opportunité de jouer pour les jeunes du Maroc. Mes grands-parents sont originaires du Maroc. J'ai envie de les rendre fiers. Voilà d'où ce choix. ». Il révèle également ce choix à son sélectionneur en Belgique Jacky Mathijssen en le contactant personnellement.
Le 4 mars 2021, il est sélectionné par Sergio Piernas (en) avec le Maroc -17 ans pour prendre part à la Coupe d'Afrique -17 ans au Maroc. Quelques jours avant le début de la compétition, la Fédération royale marocaine de football révèle l'annulation de l'événement à la suite de la pandémie de Covid-19.
En juin 2021, Bilal El Khannouss figure dans la liste des 23 joueurs marocains convoqués par Abdellah El Idrissi avec le Maroc -20 ans pour disputer la Coupe arabe U20 en Égypte. Le 23 juin 2021, El Khannouss inscrit son premier but avec l'équipe du Maroc à la 38e minute à l'occasion d'un match de poule face au Djibouti -20 ans (victoire, 4-0). Le 29 juillet 2021, à l'occasion des quarts de finale de la compétition face à l'Algérie -20 ans, le Maroc est éliminé après un match nul de 1-1 (défaite après une séance de penaltys, 4-3). Le 29 mars 2022, contre la Roumanie espoirs et sous la houlette de Mohamed Ouahbi, il délivre deux passes décisives avec le Maroc -20 ans : une à Chadi Riad à la 70e minute grâce à un corner tiré et un deuxième à la 78e minute à Mohamed Radid (match nul, 2-2).
Le 13 août 2022, il est questionné par la presse belge à propos de sa relation avec le footballeur international marocain Selim Amallah. El Khannouss explique : « Il vient aussi de Bruxelles et je le vois régulièrement en équipe nationale. Je joue maintenant avec les U20 du Maroc et j'ai aussi le choix de jouer pour les Diables Rouges, mais mon choix définitif est déjà fait. C'est une question de choix de cœur. ».
En août 2022, il reçoit une convocation de Houcine Ammouta avec l'équipe du Maroc olympique pour une double confrontation amicale face au Sénégal olympique. Cette double confrontation entre dans le cadre des préparations pour le CHAN 2023 prévu en Algérie. Les deux matchs se soldent sur deux défaites, dans lesquelles Bilal El Khannouss a pris part, avant qu'il ne rejoigne en compagnie de Benjamin Bouchouari et Ismael Saibari, l'équipe première du Maroc, entraînée par le nouveau sélectionneur Walid Regragui pour un match amical de dernière minute organisée le 22 septembre 2022 face au Madagascar, dans lequel les Marocains s'imposent sur le score de un à zéro au Complexe sportif Mohammed VI (hors-FIFA).
Le 9 juin 2023, il figure sur la liste définitive d'Issame Charaï pour prendre part à la Coupe d'Afrique des nations des moins de 23 ans qui a lieu au Maroc. Les matchs de phase de groupe ont lieu en fin de mois de juin contre la Guinée olympique, le Ghana olympique et la RD Congo olympique au Complexe sportif Moulay-Abdallah de Rabat. Titularisé lors du premier match contre la Guinée olympique (victoire, 2-1), il est également titularisé lors de la deuxième journée de la CAN U23 contre le Ghana olympique et valide ainsi son ticket pour les demi-finales de la compétition après une victoire de 5-1,. La finale est remportée par le Maroc grâce à un premier but marocain de Yanis Begraoui (passe décisive d'El Khannouss) et un deuxième but inscrit par Oussama Targhalline en prolongations contre l'Égypte olympique (victoire, 2-1),.
Le 4 juillet 2024, il est sélectionné par Tarik Sektioui dans une liste de 22 joueurs avec le Maroc olympique pour prendre part aux Jeux olympiques 2024,. Malgré une défaite en demi-finales du tournoi face au futur vainqueur, l'Espagne, le Maroc écrase l'Égypte (6-0) lors du match pour la troisième place, lui permettant d'être médaillé de bronze.

#### Entre la Belgique et le Maroc (2022)

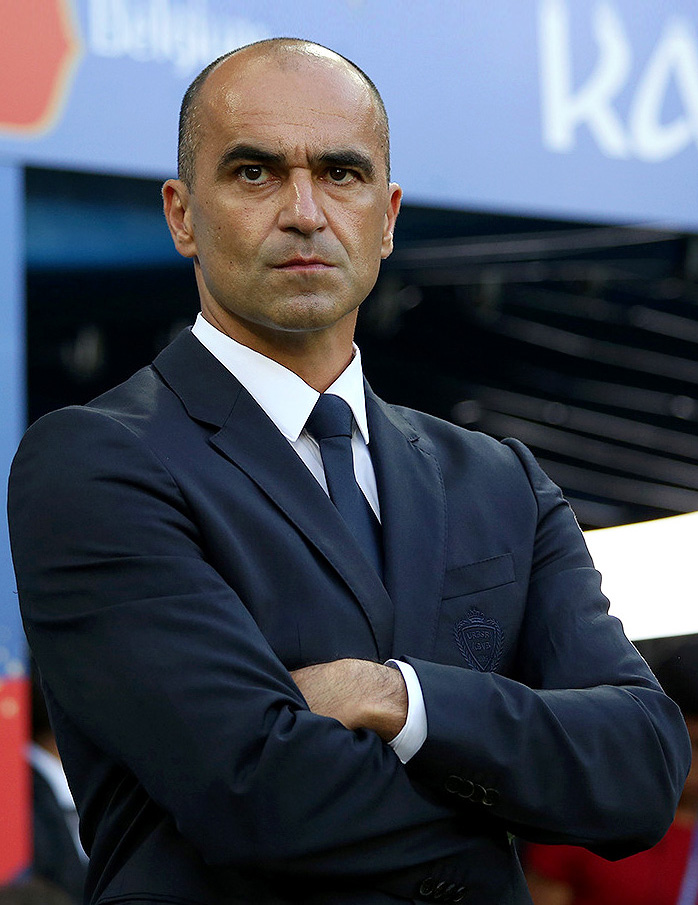
Roberto Martínez (entraîneur de la Belgique) tente de convaincre El Khannouss en lui proposant un rendez-vous à Tubize en 2022.

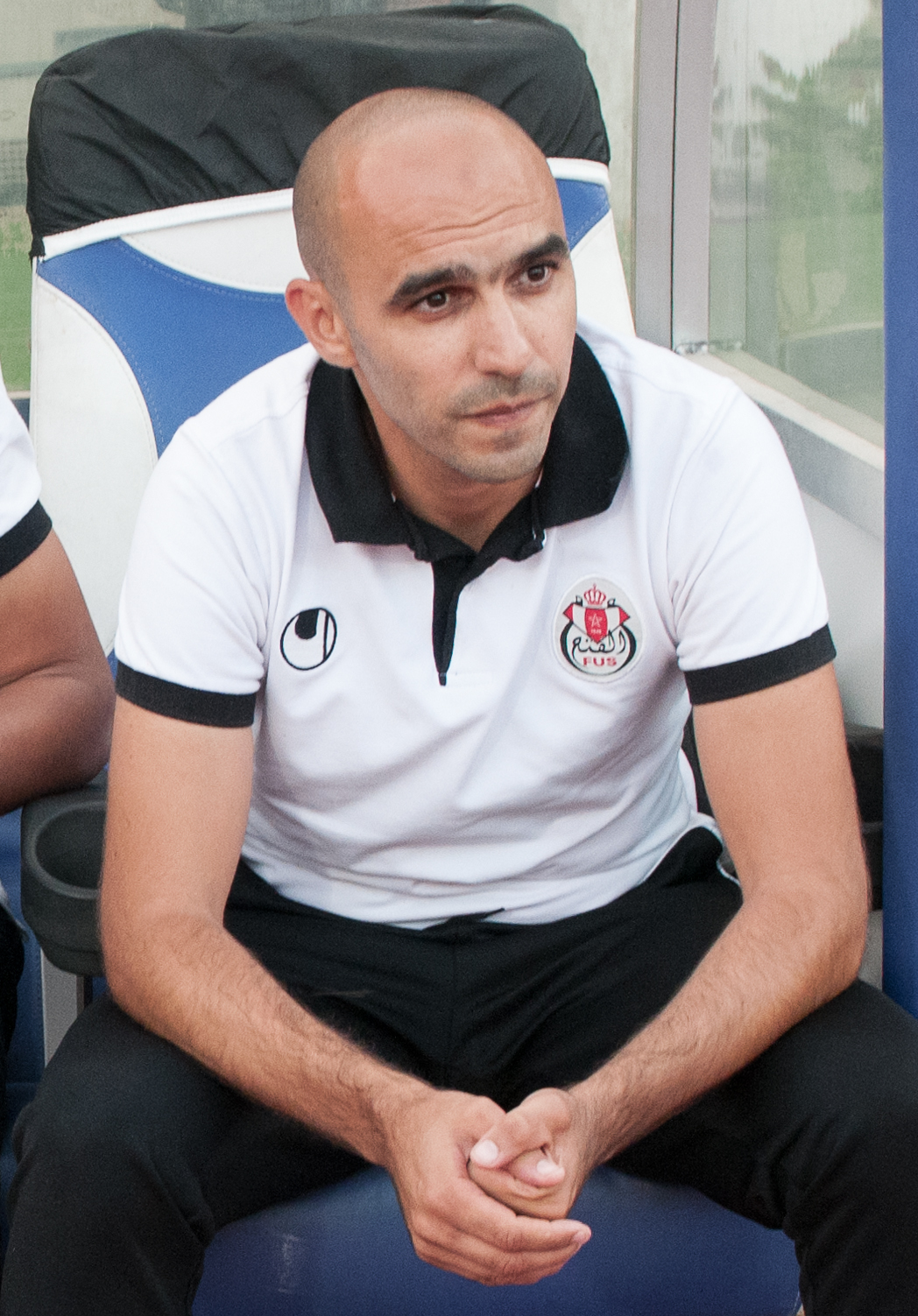
Walid Regragui (entraîneur du Maroc) présélectionne directement El Khannouss pour la Coupe du monde 2022.

Considéré par la presse belge comme étant l'un des meilleurs footballeurs évoluant encore en Belgique, Bilal El Khannouss est vu comme un espoir belge, malgré le fait qu'il évolue avec les catégories inférieures de l'équipe du Maroc. Pendant que le Maroc est en phase de renforcement de son effectif après de nombreuses déceptions dans les compétitions, l'équipe de Belgique (deuxième au classement mondial de la FIFA) se prépare à renouveler un effectif plutôt vieillissant afin d'apporter une nouvelle fraîcheur, en convoquant de nombreux jeunes tels que Zeno Debast ou encore Amadou Onana. Cependant, les deux sélections sont dorénavant qualifiés pour la Coupe du monde 2022 au Qatar.
Bilal El Khannouss gagne en notoriété en 2022 après les dires du président du KRC Genk, Peter Croonen (nl), déclarant n'avoir pas encore vu un tel talent en Belgique depuis le passage de Kevin De Bruyne, mais aussi après l'invitation de Roberto Martínez, proposant à Bilal El Khannouss une réunion à Tubize pour le convaincre d'une carrière internationale en faveur des Diables Rouges. En même-temps, il figure dans une liste de 55 joueurs marocains présélectionnés pour prendre part à la Coupe du monde 2022 avec le Maroc. En novembre 2022, il déclare après un match face au RSC Anderlecht : « Il y a un mois environ, Roberto Martínez a tenté de me faire venir à Tubize pour une discussion. Pas lui directement mais via, via. J'ai refusé, mon choix pour le Maroc est définitif. »,,. Quelques jours plus tard, le père de Bilal El Khannouss apparaît à la télévision marocaine Arryadia pour éclaircir le choix de son fils en déclarant : « Bilal avait promis à son grand père de porter un jour le maillot de l'équipe du Maroc. C'était également son rêve, de faire ce choix de cœur. »,.

#### Équipe du Maroc (depuis 2022)

##### Débuts et Coupe du monde 2022
Le 10 novembre 2022, Bilal El Khannouss figure officiellement dans la liste des 26 joueurs sélectionnés par Walid Regragui pour prendre part à la Coupe du monde 2022 au Qatar,. il réagit en déclarant à la presse flamande : « Je suis très fier. Ça a toujours été un rêve. J'ai reçu énormément de messages. Mon téléphone a explosé. J'ai même reçu les félicitations de la part de la famille d'Abdelhak Nouri. »,,,. Le 14 novembre 2022, il prend son envol en compagnie de Hakim Ziyech et Noussair Mazraoui, de Bruxelles jusqu'au Qatar pour rejoindre l'équipe nationale. Arrivé au Qatar, le numéro 23 lui est attribué pour disputer la compétition. Peu après sa sélection, Anass Zaroury, un autre joueur belge évoluant avec la Belgique espoirs est également appelé pour remplacer Amine Harit, blessé. La décision du duo belgo-marocain à représenter le Maroc fait énormément parler au sein de la presse belge.
Mis sur le banc pendant 90 minutes pour le premier match face à la Croatie (match nul, 0-0), le Maroc remporte en revanche son deuxième match face à la Belgique (victoire, 0-2). Bilal El Khannouss passe à nouveau 90 minutes sur le banc et offre son maillot au fils d'Eden Hazard, fan du KRC Genk,,. N'étant toujours pas entré en jeu après deux rencontres, il déclare : « Bien sûr, j'espère être sur le terrain. L'entraîneur me dit aussi d'être prêt, mais si ça n'arrive pas, ce ne sera pas une catastrophe. »,. Face à la Belgique (victoire, 2-0) et le Canada (victoire, 1-2), il ne fait aucune entrée en jeu. Le Maroc est cependant premier de son groupe et est qualifié en huitièmes de finale face à l'Espagne. Vainqueur aux tirs au but après prolongations, les Marocains filent en quarts de finale face au Portugal (victoire, 0-1). L'équipe du Maroc est finalement éliminée en demi-finale face à la France (défaite, 2-0), sans entrée en jeu d'El Khannouss. Après la rencontre, Regragui déclare en vue du match pour la troisième place contre la Croatie : « Je pense je vais aussi donner du temps de jeu à certains joueurs qui n'ont pas eu la chance de goûter à la Coupe du monde, parce qu'ils le méritent. ». C'est ainsi qu'El Khannouss connaît sa première sélection « officielle », en étant titularisé au milieu de terrain aux côtés d'Abdelhamid Sabiri et Sofyan Amrabat. Après 56 minutes de jeu jugées « intéressantes », malgré sa culpabilité sur le troisième but qui offre la victoire aux Croates (2-1), il est remplacé par Azzedine Ounahi.
Le 20 décembre 2022, à l'occasion de son retour du Qatar, il est invité avec ses coéquipiers au Palais royal de Rabat par le roi Mohammed VI, le prince Hassan III et Moulay Rachid pour être officiellement décoré Ordre du Trône, héritant du grade officier,,,.

##### CAN 2023: Huitième-de-finaliste
Le 25 mars 2023, les Marocains mondialistes font leur retour à domicile et sont accueillis par 65 000 supporters au Stade Ibn-Batouta de Tanger à l'occasion d'un match amical face au Brésil (victoire, 2-1),,. Bilal El Khannouss est titularisé et livre une remarquable prestation, délivrant une passe décisive sur le premier but inscrit par Sofiane Boufal,. La prestation d'El Khannouss est saluée par la presse internationale,. Cette victoire du Maroc entre dans l'histoire et l'équipe du Maroc devient la première équipe arabe de l'histoire à battre le Brésil. Ce match bat également une audience record au sein de la population marocaine locale avec au moins 10 millions de téléspectateurs,. Trois jours plus tard face au Pérou, il est titularisé et dispute 62 minutes avant de céder sa place à Abdelhamid Sabiri. Le match se termine ainsi sur un score vierge de 0-0 au Stade Metropolitano de Madrid,.
Lors de la trêve internationale de juin 2023, Walid Regragui décide de rétrograder El Khannouss en équipe du Maroc olympique. Le but est de renforcer l'effectif du sélectionneur Issame Charaï, qui s'apprête à disputer la CAN olympique à domicile, avec à la clé une qualification aux Jeux olympiques de 2024.
Sélectionné en septembre 2023, le premier match contre le Liberia, entrant dans le cadre des qualifications à la CAN 2023 est annulé et reporté à la suite du seisme du Maroc,. Cependant, le deuxième match prévu en amical contre le Burkina Faso est maintenu et joué au Stade Bollaert-Delelis de Lens,. Lors de ce match, il entre en jeu à la 81e minute en remplaçant Yahya Attiatallah (victoire, 1-0),.
Lors de la trêve internationale d'octobre 2023, il entre en jeu contre la Côte d'Ivoire en amical au Stade Félix-Houphouët-Boigny d'Abidjan (match nul, 1-1) et reçoit une titularisation lors du deuxième match de cette trêve, le 17 octobre contre le Liberia à Agadir, délivrant une passe décisive sur le troisième but inscrit par Amine Adli (victoire, 3-0).
Le 28 décembre 2023, il est retenu dans la liste des vingt-sept joueurs marocains sélectionnés par Walid Regragui pour disputer la Coupe d'Afrique des nations 2023,,. Le 17 janvier 2024, lors de la CAN 2023, El Khannouss joue son premier match du tournoi (remplaçant Selim Amallah à la 72e minute), contribuant à la victoire du Maroc 3-0 contre la Tanzanie au Stade Laurent Pokou de San-Pédro,. Au cours du tournoi, le Maroc concède ensuite un match nul 1-1 contre la République démocratique du Congo, une rencontre notée pour une altercation générale en fin de match,. Lors du troisième match, un second clean-sheet est réalisé, contribuant à la victoire 1-0 contre la Zambie. En huitièmes de finale, les Lions de l'Atlas sont éliminés par l'Afrique du Sud sur un score de 2-0,.
Le 21 mars 2025, il inscrit son premier but international avec le Maroc lors d'un match de qualification à la Coupe du monde 2026 contre le Niger au Stade d'honneur d'Oujda, amenant son équipe à la victoire grâce à une passe décisive de Noussair Mazraoui (victoire, 1-2),. 

## Style de jeu
El Khannouss est un joueur très intelligent sur le terrain, capable de lire le jeu et de prendre des décisions rapides pour aider son équipe à prendre l'avantage. Au cours de la première saison de sa carrière en Belgique, il est vu comme le meilleur espoir du championnat belge de la saison 2022-2023 avec Charles De Ketelaere sous la houlette de Wouter Vrancken, son entraîneur jouant un rôle clé dans l'évolution du joueur en début de carrière,,. Au KRC Genk, il porte le no 34 en hommage à Abdelhak Nouri,.

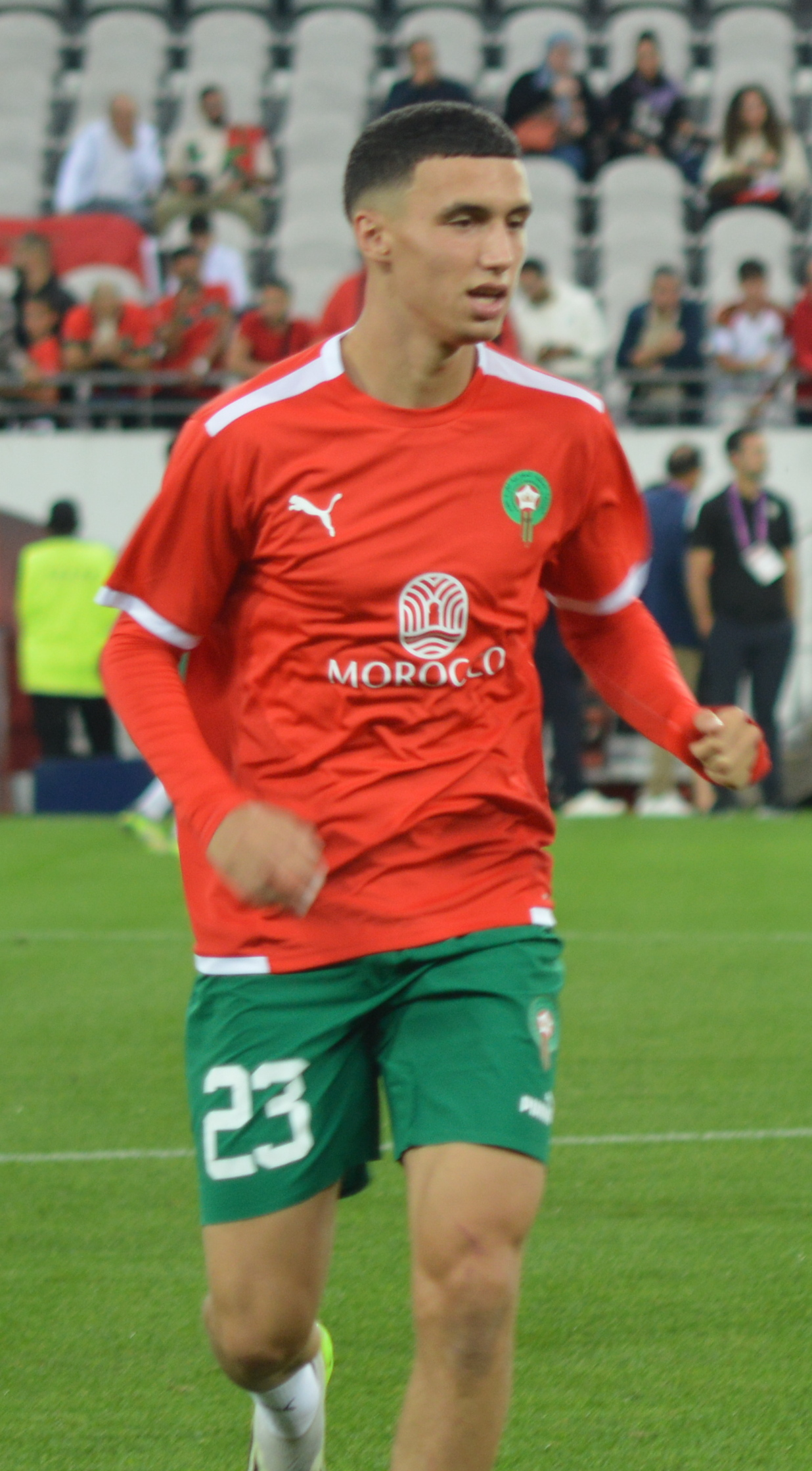
El Khannouss à l'entraînement avec le Maroc en 2023.

En plus de ses qualités techniques, Bilal El Khannouss est également connu pour sa polyvalence sur le terrain. Il peut jouer dans différentes positions, en tant que meneur de jeu, milieu offensif, ou même sur les ailes[Pas dans la source]. Cette flexibilité lui permet de s'adapter à différents schémas tactiques et de répondre aux besoins de son équipe. Le poste de milieu central est le poste où El Khannouss est le plus souvent aligné. Son style de jeu est régulièrement comparé au footballeur Kevin De Bruyne,.
Si El Khannouss a des qualités, il a également des défauts, qu'il reconnait régulièrement dans les interviews d'après-match. Ayant une personnalité plutôt timide en dehors des terrains de foot, il est un joueur de caractère sur le terrain et n'hésite pas à lever la main aux coéquipiers dans les mauvaises périodes. En cas de mauvaise première mi-temps, El Khannouss est capable de remonter la pente en réhaussant son niveau de jeu dans les secondes périodes. La presse le voit également comme arrogant avec l'une des référénces les plus marquables, lors du match amical du 25 mars 2023 face au Brésil où il humilie Éder Militão en lui mettant un petit-pont alors que l'arbitre avait sifflé faute.
Bien qu'il soit principalement connu pour son jeu offensif, il est également un joueur actif en défense et travaille dur pour récupérer des ballons et empêcher les contre-attaques adverses. Sa polyvalence lui permet également de jouer dans un rôle plus défensif en tant que milieu défensif ou arrière latéral si nécessaire. Sa discipline tactique et son engagement défensif ont été salués par ses entraîneurs, qui soulignent son rôle important dans la transition entre la défense et l'attaque de l'équipe,. En tant que joueur complet, El Khannouss apporte donc une contribution significative à la fois en attaque et en défense pour son équipe.

## Aspects socio-économiques

### Sponsor
Le 11 janvier 2024, il annonce officiellement la signature d'un contrat avec la marque Adidas via la publication de plusieurs photos illustrant sa signature partagée sur ses réseaux sociaux[réf. nécessaire].

### Humanitaire
Le 9 septembre 2023, alors qu'il se trouve à Agadir, il se présente exclusivement à l'hôpital avec ses coéquipiers de la sélection marocaine pour un don de sang pour les blessés du séisme au Maroc,,. À la suite de cela, le père d'El Khannouss déclare à la presse flamande : « Même à Agadir, à environ 200 kilomètres de l'épicentre, le tremblement de terre a été très bien ressenti. Les joueurs ont quitté leurs chambres d'hôtel dans la panique. Les joueurs ont fait preuve de solidarité avec les familles des victimes. Ils ont donné un exemple important en faisant un don de sang à l'hôpital d'Agadir. ».

### Vie privée
Célibataire, il grandit et vit à Bruxelles chez ses parents. Il s'assume de confession musulmane et se dit pratiquant, observant le jeûne (saoum) du mois de ramadan même lors des matchs de football,. Fin décembre 2023, il effectue le petit pèlerinage ('omra) à La Mecque avec son coéquipier en équipe nationale, Zakaria Aboukhlal.

## Statistiques

### Statistiques détaillées
| Saison                | Club                  | Championnat           | Championnat | Championnat | Championnat | Coupe nationale | Coupe nationale | Coupe nationale | Coupe de la Ligue | Coupe de la Ligue | Coupe de la Ligue | Compétition(s) continentale(s) | Compétition(s) continentale(s) | Compétition(s) continentale(s) | Compétition(s) continentale(s) | Barrages | Barrages | Barrages | Maroc | Maroc | Maroc | Total | Total | Total |
| Saison                | Club                  | Division              | M.          | B.          | P.d.        | M.              | B.              | P.d.            | M.                | B.                | P.d.              | Comp.                          | M.                             | B.                             | P.d.                           | M.       | B.       | P.d.     | M.    | B.    | P.d.  | M.    | B.    | P.d.  |
| 2021-2022             | KRC Genk              | Pro League            | -           | -           | -           | -               | -               | -               | -                 | -                 | -                 | -                              | -                              | -                              | -                              | 1        | 0        | 0        | -     | -     | -     | 1     | 0     | 0     |
| 2022-2023             | KRC Genk              | Pro League            | 33          | 1           | 3           | 2               | 0               | 0               | -                 | -                 | -                 | -                              | -                              | -                              | -                              | 6        | 0        | 2        | 4     | 0     | 1     | 45    | 1     | 6     |
| 2023-2024             | KRC Genk              | Pro League            | 27          | 3           | 6           | 2               | 0               | 0               | -                 | -                 | -                 | C1+C3+C4                       | 2+2+8                          | 0                              | 2                              | 10       | 0        | 0        | 10    | 0     | 1     | 61    | 3     | 9     |
| 2024-2025             | KRC Genk              | Pro League            | 1           | 0           | 0           | 0               | 0               | 0               | -                 | -                 | -                 | -                              | -                              | -                              | -                              | 0        | 0        | 0        | -     | -     | -     | 1     | 0     | 0     |
| Sous-total            | Sous-total            | Sous-total            | 61          | 4           | 9           | 4               | 0               | 0               | -                 | -                 | -                 | -                              | 12                             | 0                              | 2                              | 17       | 0        | 2        | 14    | 0     | 2     | 108   | 4     | 15    |
| 2024-2025             | Leicester City        | Premier League        | 32          | 2           | 3           | 2               | 0               | 2               | 2                 | 1                 | 0                 | -                              | -                              | -                              | -                              | 0        | 0        | 0        | 7     | 1     | 0     | 43    | 4     | 5     |
| Total sur la carrière | Total sur la carrière | Total sur la carrière | 93          | 6           | 12          | 6               | 0               | 2               | 2                 | 1                 | 0                 | -                              | 12                             | 0                              | 2                              | 17       | 0        | 2        | 21    | 1     | 2     | 151   | 8     | 20    |

### En sélection marocaine U23
Le tableau suivant liste les rencontres de l'équipe du Maroc U23 des catégories des jeunes dans lesquelles Bilal El Khannouss a été sélectionné depuis le 21 septembre 2022.
| Catégorie | Date              | Lieu          | Adversaire | Résultat | Minutes | Compétition     | Buts | Passes | Capitaine | Club     |
| --------- | ----------------- | ------------- | ---------- | -------- | ------- | --------------- | ---- | ------ | --------- | -------- |
| Maroc U23 | 25 septembre 2022 | Rabat         | Sénégal    | 1 – 3    | -       | Match amical    | 0    | 0      | Non       | KRC Genk |
| Maroc U23 | 15 juin 2023      | Rabat         | Mauritanie | 4 – 1    | -       | Match amical    | 0    | 0      | Non       | KRC Genk |
| Maroc U23 | 19 juin 2023      | Rabat         | Zambie     | 3 – 1    | -       | Match amical    | 0    | 1      | Non       | KRC Genk |
| Maroc U23 | 24 juin 2023      | Rabat         | Guinée     | 2 – 1    | 90 min  | CAN U23         | 0    | 0      | Non       | KRC Genk |
| Maroc U23 | 27 juin 2023      | Rabat         | Ghana      | 5 – 1    | 90 min  | CAN U23         | 0    | 0      | Non       | KRC Genk |
| Maroc U23 | 4 juillet 2023    | Rabat         | Mali       | 2 – 2    | 68 min  | CAN U23         | 0    | 0      | Non       | KRC Genk |
| Maroc U23 | 8 juillet 2023    | Rabat         | Égypte     | 2 – 1    | 90 min  | CAN U23         | 0    | 1      | Non       | KRC Genk |
| Maroc U23 | 24 juillet 2024   | Saint-Étienne | Argentine  | 1 – 2    | 90 min  | Jeux olympiques | 0    | 1      | Non       | KRC Genk |
| Maroc U23 | 27 juillet 2024   | Saint-Étienne | Ukraine    | 2 – 1    | 90 min  | Jeux olympiques | 0    | 0      | Non       | KRC Genk |
| Maroc U23 | 30 juillet 2024   | Nice          | Irak       | 3 – 0    | 90 min  | Jeux olympiques | 0    | 0      | Non       | KRC Genk |
| Maroc U23 | 2 août 2024       | Paris         | États-Unis | 4 – 0    | 90 min  | Jeux olympiques | 0    | 1      | Non       | KRC Genk |
| Maroc U23 | 8 août 2024       | Nantes        | Égypte     | 0 – 6    | 78 min  | Jeux olympiques | 1    | 0      | Non       | KRC Genk |

### En sélection
Le tableau suivant liste les rencontres de l'équipe du Maroc dans lesquelles Bilal El Khannouss a été sélectionné depuis le 21 septembre 2022 jusqu'à présent :

### Buts internationaux
| Buts internationaux de Bilal El Khannouss | Buts internationaux de Bilal El Khannouss | Buts internationaux de Bilal El Khannouss | Buts internationaux de Bilal El Khannouss | Buts internationaux de Bilal El Khannouss | Buts internationaux de Bilal El Khannouss | Buts internationaux de Bilal El Khannouss | Buts internationaux de Bilal El Khannouss | Buts internationaux de Bilal El Khannouss | Buts internationaux de Bilal El Khannouss |
| 0                                         | Date                                      | Lieu                                      | Compétition                               | Résultat                                  | Adversaire                                | Détail                                    | Détail                                    | Détail                                    | Sél.                                      |
| ----------------------------------------- | ----------------------------------------- | ----------------------------------------- | ----------------------------------------- | ----------------------------------------- | ----------------------------------------- | ----------------------------------------- | ----------------------------------------- | ----------------------------------------- | ----------------------------------------- |
| 1re                                       | 21 mars 2025                              | Stade d'honneur d'Oujda, Oujda, Maroc     | Éliminatoires de la CDM 2026              | V 1-2                                     | Niger                                     | 91e                                       | de la tête                                | 1-2                                       | 19e                                       |

## Palmarès
Bilal El Khannouss connaît des réussites notables au sein du KRC Genk, contribuant à l'établissement d'un parcours solide. En tant que membre de l'équipe, il joue un rôle clé lors de la saison où le KRC Genk démontre des performances compétitives en Belgique lors de la saison 2022-2023, vice-champion de Belgique, consolidant ainsi sa valeur sur le terrain.
Au niveau international, Bilal El Khannouss représente avec distinction le Maroc olympique. Sa participation à la Coupe d'Afrique des nations en 2023 a abouti à la médaille d'or, contribuant au succès de l'Afrique lors de ce tournoi.
Sur le plan individuel, Bilal El Khannouss est reconnu pour ses performances avec des distinctions notables. En 2022, il remporte le titre d'Espoir de l'année (Soulier d'or), et sa saison est saluée par le Prix Dominique D'Onofrio (nl) du meilleur débutant,. Sa qualité de jeu l'a également positionné parmi les joueurs finalistes pour le trophée du Golden Boy en 2023.
Son impact dans le football belge en tant que joueur maghrébin est souligné par la distinction du Lion belge en 2023. En tant que jeune talent prometteur, il reçoit également le Lion belge espoir.

### En club
KRC Genk
- Championnat de Belgique :
  - Vice-champion en 2023

### En sélection
Maroc -23 ans
- Coupe d'Afrique des nations U23 :
  -  Vainqueur : 2023.

- Jeux olympiques
  -  Bronze : Paris 2024

### Distinctions personnelles
- Espoir de l'année (Soulier d'or) : 2022[177],[174],[31]
- Vainqueur du Prix Dominique D'Onofrio (nl) du meilleur débutant de la saison : 2023[175],[178],[179]
- Nommé parmi les 25 joueurs finalistes pour le trophée du Golden Boy en 2023[176]
- Vainqueur du Lion belge en 2023[43],[44]
- Vainqueur du Lion belge espoir en 2023[réf. nécessaire]
- Vainqueur du Soulier d'ébène belge espoir en 2024[180]
- Élu meilleur joueur du KRC Genk pour la saison 2023-2024[45]
- Vainqueur du prix Het Nieuwsblad talent de la saison 2023-2024[181],[46]
- Espoir de l'année (Soulier d'or) : 2024[182]

## Décorations
- Officier de l'ordre du Trône — Le 20 décembre 2022, il est décoré officier de l'ordre du Wissam al-Arch[183] — ordre du Trône[184] — par le roi Mohammed VI au Palais royal de Rabat[6].